# Hyles calverleyi
Hyles calverleyi är en fjärilsart som beskrevs av Augustus Radcliffe Grote 1865. Hyles calverleyi ingår i släktet Hyles och familjen svärmare. Inga underarter finns listade i Catalogue of Life.